# JR九州の車両形式
JR九州の車両形式（ジェイアールきゅうしゅうのしゃりょうけいしき）は、九州旅客鉄道に在籍する、あるいは在籍した鉄道車両の一覧である。

## 現在の所属車両

### 新幹線電車
- N700系
- N700S系
- 800系

### 蒸気機関車
- 8620形 - 58654号機

### ディーゼル機関車
- 液体式
  - DE10形
- 電気式
  - DD200形
  - DF200形

### 電車
- 特急形
  - 交流用
    - 783系
    - 787系
    - 883系
    - 885系
- 近郊形
  - 交直両用
    - 415系

  - 交流用
    - 713系
    - 811系
    - 813系
    - 815系
    - 817系
    - 821系

  - 交流用蓄電池式
    - BEC819系
- 通勤形
  - 直流用
    - 103系
    - 303系
    - 305系

### 気動車
- 特急形
  - 液体式
    - 2R形
    - キハ71系
    - キハ72系
    - キハ183系
    - キハ185系
- 一般形
  - 液体式
    - キハ40系
    - キハ66系[注 1]
    - キハ125形
    - キハ140系
    - キハ200系

  - ハイブリッド
    - YC1系

### 客車
- 特急形
  - 77系
- 一般形
  - 50系
- 事業用
  - マヤ34形（高速軌道検測車）

### 貨車
- 長物車
  - チキ5500形（レール輸送用）
  - チキ6000形（レール輸送用）

## 導入予定車両
- 通勤形
  - 直流用
    - 70-000形（導入後の名称未定）

元東京臨海高速鉄道70-000形電車。既存の103系1500番台を置き換え、筑肥線筑前前原駅 - 西唐津駅間のみで運用される予定。

## 過去の所属車両

### 電気機関車
- 交直両用
  - EF30形
  - EF81形
- 交流用
  - ED76形

### ディーゼル機関車
- 液体式
  - DD16形
  - DD51形

### 電車
- 旧形事業用
  - 交流用
    - クモヤ740形（牽引車）
- 特急形
  - 交直両用
    - 485系
- 急行形
  - 交直両用
    - 457系
    - 475系
- 近郊形
  - 交直両用
    - 423系

  - 交流用
    - 715系
    - 717系

### 気動車
- 一般形
  - 液体式
    - キハ20系
    - キハ31形
    - キハ35系
    - キハ45系
- 急行形
  - 液体式
    - キハ58系
    - キハ65形

### 客車
- 旧形事業用
  - オヤ31形（建築限界測定車）
- 特急形
  - 14系
  - 24系
- 急行形
  - 12系

### 貨車
- 有蓋車
  - ワム60000形
- 無蓋車
  - トラ70000形（トロッコ列車用・降灰対策用）
- 長物車
  - チ1000形（レール輸送用）
  - チキ5200形（レール輸送用）
  - チキ7000形（レール輸送用）
- ホッパ車
  - ホキ800形（バラスト輸送用）
- 車掌車
  - ヨ8000形（降灰対策用）
- 職用車
  - ヤ550形（除草剤散布・降灰対策用）
- 検重車
  - ケ10形
- 操重車
  - ソ80形